# Bashir Ahmad Saadat
Bashir Ahmad Saadat, född 27 december 1981, är en afghansk fotbollsspelare som spelar som försvarare för Maiwand Kabul sedan 2000. Han har spelat sju matcher för Afghanistans fotbollslandslag, bland annat två VM-kvalmatcher till VM 2010.